# Paceco
Paceco er en italiensk by (og kommune) i regionen Sicilien i Italien, med omkring 10.779(2023) indbyggere.  